# Vliegveld Svea
Vliegveld Svea (Noors: Svea flyplass) is een vliegveld in Sveagruva in het Van Mijenfjord op Spitsbergen.
Het vliegveld is eigendom van het mijnbedrijf Store Norske Spitsbergen Kulkompani. Store Norske Spitsbergen Kulkompani gebruikt het vliegveld om werknemers naar luchthaven Svalbard Longyear te brengen. De vluchten worden geregeld door Lufttransport, die een Dornier Do 228 gebruikt. Er gaan ongeveer 25 vluchten per week naar luchthaven Svalbard Longyear. Dit is de enige bestemming.